# Vyčiňování

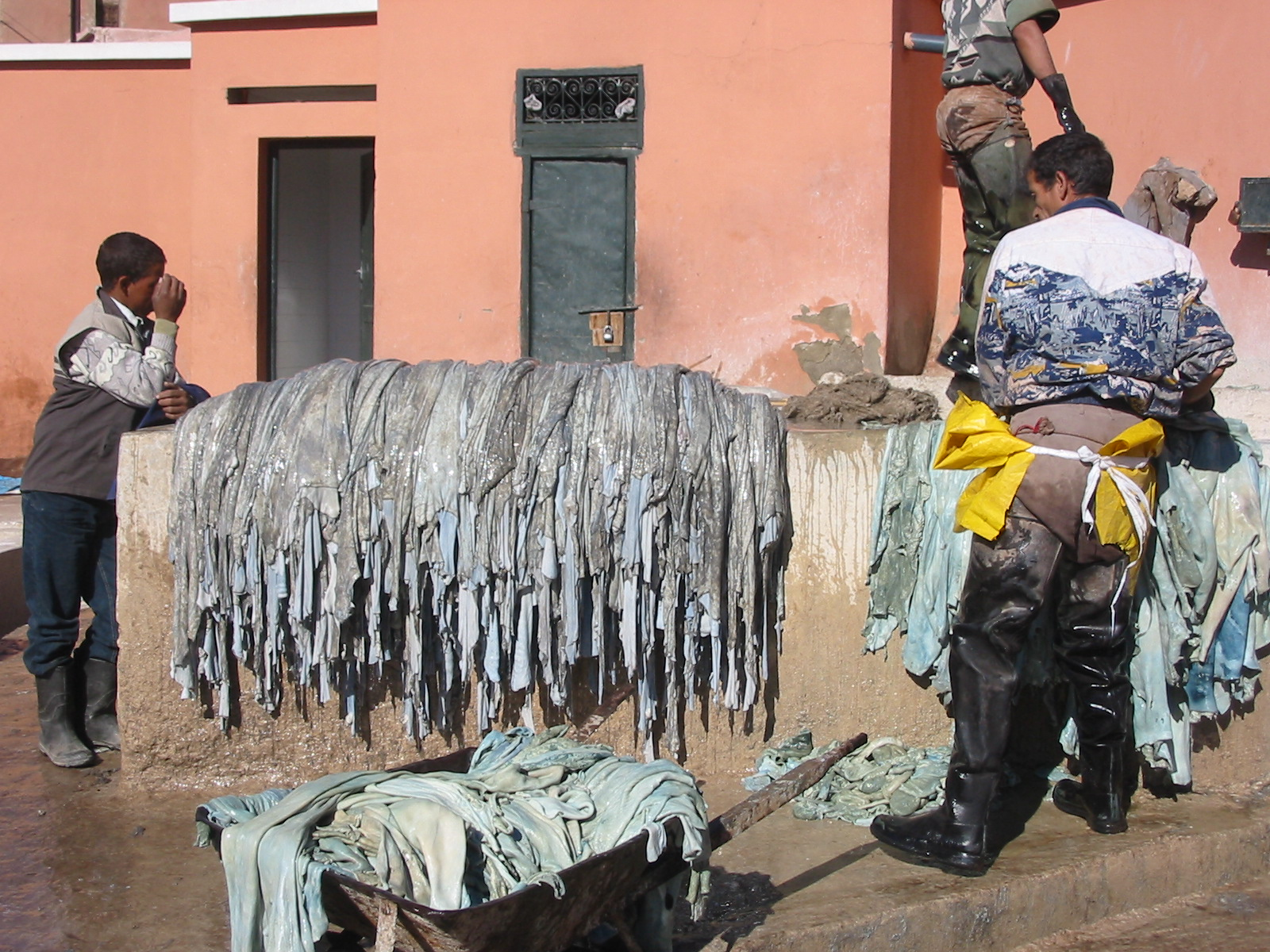
Činění kůží v Marrákéši

Vyčiňování kůží nebo také činění kůží je postup v koželužství, kdy se z tzv. holiny (kůže zbavené chlupů a mázdry) vytváří useň. Při vyčiňování se kolagenová vlákna, která tvoří kůži, sráží do nerozpustného stavu a vzájemně se propojují.

## Druhy činění
Existují čtyři základní druhy vyčiňování, které se liší především použitým činidlem, výslednou barvou a odolností vůči vodě.

### Chromočinění
Jde o moderní metodu, relativně novou, již průmyslovou. Činidlo je síran chromitý. Výsledná useň je modrozelená. Nasakuje dobře vodu, proto se i snadno barví. Snáší dobře teplotu. Jde o nejčastější způsob činění. Činění trvá tři dny; ovšem za pohybu i jen několik hodin. Využívá se například jako oděvní kůže (kožené bundy) či pro svršky bot.

### Třísločinění
Prováděl koželuh. Činidlem jsou výluhy převážně z kůry stromů (dub, jilm ap.), které obsahují oxifenoly, tzv. třísloviny (synteticky vyrobený analog jsou syntany). Výsledná useň je hnědá, těžká a nepropustná pro vodu. Nesnáší teploty nad 50 °C. Činění trvá 6 - 9 týdnů. Výsledná useň je vhodná např. na podpatky bot (podešvová useň).

### Jirchářské činění
Prováděl jirchář. Činidlem je síran hlinitý, popř. síran draselno-hlinitý (kamenec hlinitodraselný). Výsledná useň je bílá jircha (ba až glazé). Ve vodě je málo stálá. Vyplavováním činidla useň tvrdne (nesmí se prát). Využívá se u jemných kůží (koziny, skopovice, jehnětiny, kozelčiny a králičiny), např. k výrobě rukavic.

### Zámišské činění
Prováděl semišník. Činidlem je rybí tuk, který se valchuje několik hodin do kůže. Zoxidované mastné kyseliny se vážou na kolagen tvořící kůži, a proto se činidlo nedá vymýt. Na rozdíl od jirchářského činění se proto výsledná useň může i prát. Výsledná useň je žlutá, zvaná zámiš či semiš. Používá se například na kůže k mytí oken (jelenice u aut, skenerů), oděvy, rukavice ap.